# واگذاری هنگ کنگ
واگذاری هنگ کنگ (انگلیسی: Handover of Hong Kong) به انتقال رسمی قدرت بر قلمرو مستعمره وقت هنگ کنگ از بریتانیا به جمهوری خلق چین در نیمه شب ۱ ژوئیه ۱۹۹۷ گفته می‌شود. این رویداد به ۱۵۶ سال حکومت بریتانیا بر مستعمره سابقش پایان داد. هنگ کنگ به مدت ۵۰ سال به عنوان یک منطقه ویژه اداری چین (SAR) تأسیس شد و در این مدت دستگاه‌های‌های اقتصادی و حکومتی خود را از سرزمین اصلی چین حفظ می‌کند، اگرچه نفوذ دولت مرکزی پکن پس از اجرایی شدن قانون امنیت ملی هنگ کنگ در سال ۲۰۲۰ افزایش یافت.
هنگ کنگ از سال ۱۸۴۱ به جز چهار سال اشغال ژاپن از سال ۱۹۴۱ تا ۱۹۴۵ مستعمره امپراتوری بریتانیا بود، پس از جنگ نخست تریاک، قلمرو آن در دو نوبت گسترش یافت. در سال ۱۸۶۰ با اضافه شدن شبه جزیره کاولون و جزیره سنگ‌شکن‌ها، و دوباره در سال ۱۸۹۸ زمانی که بریتانیا یک اجاره نامه ۹۹ ساله برای مناطق جدید دریافت کرد. تاریخ واگذاری در سال ۱۹۹۷ پایان این اجاره‌نامه بود. اعلامیه مشترک چین و بریتانیا در سال ۱۹۸۴ شرایطی را تعیین کرده بود که تحت آن هنگ کنگ به چین منتقل می‌شد و چین نیز موافقت کرده بود که ساختارهای دولتی و اقتصادی موجود را بر اساس اصل «یک کشور، دو سیستم» برای مدت ۵۰ سال حفظ کند. هنگ کنگ اولین منطقه اداری ویژه چین شد. ماکائو پس از واگذاری آن از پرتغال در سال ۱۹۹۹ تحت شرایظ مشابه، منتقل شد.
هنگ کنگ با جمعیتی در حدود ۶٫۵ میلیون نفر در سال ۱۹۹۷، ۹۷ درصد از کل جمعیت تمام مناطق وابسته بریتانیا را در آن زمان تشکیل می‌داد و یکی از آخرین مناطق مهم استعماری بریتانیا بود. واگذاری آن پایانی بر اعتبار استعماری بریتانیا در منطقه آسیا و اقیانوسیه بود، گرچه که این اعتبار هرگز پس از جنگ جهانی دوم و به ویژه غرق رزم‌ناوهای پرنس ولز و رپولس، سقوط سنگاپور و بحران سوئز بهبود نیافته بود. این انتقال، که با یک مراسم واگذاری با حضور شاهزاده ولز (پادشاه چارلز سوم فعلی) و پخش در سراسر جهان مشخص شد، اغلب به عنوان پایان قطعی امپراتوری بریتانیا در نظر گرفته می‌شود.

## کتابشناسی
- Flowerdew, John. The final years of British Hong Kong: The discourse of colonial withdrawal (Springer, 1998). شابک ‎۹۷۸۰۳۳۳۶۸۳۱۲۵ISBN ۹۷۸۰۳۳۳۶۸۳۱۲۵
- Lane, Kevin. Sovereignty and the status quo: the historical roots of China's Hong Kong policy (Westview Press, 1990). شابک ‎۹۷۸۰۳۶۷۲۸۸۰۹۹ISBN ۹۷۸۰۳۶۷۲۸۸۰۹۹
- Mark, Chi-kwan. "To ‘educate’ Deng Xiaoping in capitalism: Thatcher's visit to China and the future of Hong Kong in 1982." Cold War History Number 17 (دسامبر ۲۰۱۵): ۱–۲۰.
- Tang, James TH. "From empire defence to imperial retreat: Britain's postwar China policy and the decolonization of Hong Kong." Modern Asian Studies Vol. 28 Number 2 (مه ۱۹۹۴): ۳۱۷–۳۳۷.